# Oreopsyche semiluctifera
Oreopsyche semiluctifera är en fjärilsart som beskrevs av Charles Joseph de Villers 1789. Oreopsyche semiluctifera ingår i släktet Oreopsyche och familjen säckspinnare. Inga underarter finns listade i Catalogue of Life.